# Lexikostatisztika
A lexikostatisztika egy a nyelvészetben használatos módszer, amelynek segítségével kísérlet történik annak a meghatározására, hogy két különböző nyelv ugyanabba a nyelvcsaládba tartozik-e, illetve két nyelvjárás ugyanahhoz a nyelvhez tartozik-e.

## Történeti háttere
A lexikostatisztikát Morris Swadesh amerikai nyelvész alkotta meg az 1950-es években, korábbi teóriák nyomán. Az eredeti elgondolás Dumont d'Urville francia nyelvésztől származott 1834-ből, aki az óceániai nyelvek rokonsági fokának meghatározásához próbált egy módszert kidolgozni. Hymes (1960) és Embelton (1986) is írt a lexikostatisztika történetéről.

## Módszere

### Szólistát készíteni
Az a cél, hogy egy univerzális, alapszavakat tartalmazó listát állítsanak össze, melyeknek nincs kultúrafüggő jelentése. Az így összegyűjtött szavakat minden nyelvre alkalmazni próbálják. Swadesh eredetileg ezt a listát 200 szavasra tömörítette, majd később egy 100 szót tartalmazó listát csinált belőle.

### Meghatározni a rokoni fokot
Ezt általában egy szakképzett nyelvész tudja csak megcsinálni. Külön figyelni kell még arra is, hogy vannak nyelvek, ahol egy szónak több jelentése is van, vagy több szó járul egy jelentéshez (például angol great és big (sőt, a not small vagy a not little kifejezés is), mind nagy-ot jelent), így a megfelelő szó kiválasztása a szakember feladata.

### Lexikostatisztikai százalékok kiszámítása
Ez a százalék kapcsolatban van egy különálló, rokon nyelvpár jelentéseinek arányával. Ez az érték N x N-es táblázaton jelölhető, ahol N a rokonított nyelvek száma. Amikor elkészül ez a táblázat, az háromszög alakú. Legfelül a legközelebbi rokonságban álló nyelvek helyezkednek el.

### Megalkotni a családfát
A fentebb megalkotott táblázat alapján lehet megalkotni a nyelvek családfáját is. Dyen, Krustal és Black meghatározott néhány elvet ennek megalkotásához:
- Minden listát közös készletbe kell tenni
- A két legközelebbi rokon nyelvet el kell távolítani és egy külön magot kell nekik képezni, amit a közös készletbe kell majd tenni
- Megismételni ezt a lépést a többi nyelvvel is
- Bizonyos feltételek mellett egyes magokból csoport lesz
- Megismételni az előző lépést, amíg a közös készlet csoportokból áll csak

A lexikostatisztikai jegyzékek (kutatások) vezető eleme Isidore Dyen amerikai nyelvész. Ő az ausztronéz nyelvek rokonságát, és egyes indoeurópai nyelvekét osztályozta. A későbbiekben Dyen, Kruskal és Black (1992) foglalkozott részletesebben a lexikostatisztikával. Amerikai indián és afrikai nyelvekre is próbálnak ilyen listákat készíteni. (Mindkét érintett csoport jelentős számú, de még meghatározatlan nyelvekkel rendelkezik, ahol sok esetben kérdéses még a rokonsági fok és viszony.)

## Kritikák
Olyan kutatók, mint Hoijer (1956) kimutatták, hogy akadnak nehézségek a jelentések meghatározásánál, és így a Swadesh-listát módosítani kellene.
Az olyan faktorok, mint a tabu-szavak, a kölcsönzött szavak megváltoztathatják az eredményeket. A Swadesh-listával kapcsolatos többi kritikát lásd itt.